# Simon Flamme
Simon Louis Flamme (Basècles, 16 mei 1909 - Beloeil, 31 maart 1992) was een Belgisch senator.

## Levensloop
Industrieel van beroep, begon Flamme na de Tweede Wereldoorlog aan een politieke carrière voor de BSP.
In 1946 werd hij verkozen tot gemeenteraadslid van Grandglise en was er van 1947 tot 1964 burgemeester. In 1964 werd hij verkozen tot gemeenteraadslid van de fusiegemeente Stambruges en werd er schepen vanaf 1965.
Van 1949 tot 1968 was hij socialistisch parlementslid als volgt:
- 1949-1954: senator voor het arrondissement Doornik-Aat,
- 1954-1962: provinciaal senator voor Henegouwen,
- 1962-1965: senator voor het arrondissement Doornik-Aat,
- 1965-1968: provinciaal senator voor Henegouwen.

Hij verliet de politiek in 1976 toen hij een tweede fusie meemaakte, ditmaal met Beloeil. Hij liet een legaat na ten voordele van de gemeente Beloeil.